# 押媛
押媛（おしひめ）は古代日本の人物。

## 概要
異表記として忍鹿比売命（おしかひめのみこと）、押媛命（おしひめのみこと）などが存在する。
『古事記』、『日本書紀』、『先代旧事本紀』など各史料に登場する女性で、孝安天皇の皇后として孝霊天皇と大吉備諸進命を生む。天足彦国押人の娘かつ孝安天皇の姪とされる。
ただし『日本書紀』第1の一書での孝安天皇の皇后は、磯城県主葉江の娘である長媛で、第2の一書では十市県主五十坂彦の娘である五十坂媛とされている。

天皇略系図（初代 - 第10代） SVGで表示（対応ブラウザのみ）

## 参考
駿河浅間大社の大宮司家（富士氏）は和爾部姓で和邇系図（和珥氏を参照）を伝えており、真偽は詳らかでないが、孝昭天皇の皇子天足彦国押人命の子として「押媛命（一に忍鹿比売命、母は建田背命の妹 宇那比媛命也。孝安天皇の皇后）弟 和爾日子押人命（一に稚押彦命、母同上。大倭和邇里に居る）」と記載されている。